# FSV Salmrohr
FSV Salmrohr, officieel geheten FSV Salmrohr 1921 e. V. is een Duitse voetbalclub uit Salmtal, district Bernkastel-Wittlich in de deelstaat Rijnland-Palts.
Het grootste succes uit de clubgeschiedenis werd behaald in 1986, toen het via een nacompetitie-ronde promoveerde naar de 2. Bundesliga. Het daaropvolgende jaar degradeerde FSV Salmrohr echter direct weer. 
Het is de club waar voormalig DDR-international Rainer Ernst in 1997 zijn loopbaan afsloot. In 2018 degradeerde de club uit de Oberliga.